# گوجشوو
گوجشوو (به لاتین: Godzieszów) یک روستا در لهستان است که در گمینا نوووگروجتس واقع شده‌است. گوجشوو ۶۴۰ نفر جمعیت دارد.